# Dansk Sejlunion
Dansk Sejlunion (DSejlU) er et forbund, der har til formål at fremme sejlsporten i Danmark. Dette inkluderer alle former for sejlads og færden på vandet. Dansk Sejlunion hjælper med rådgivning og service af forbundets medlemmer, samt formidler kontakt til og forhandler med myndighederne.
Dansk Sejlunion der blev stiftet i 1913, har til huse i Idrættens Hus i Brøndby, og er medlem af Danmarks Idræts-Forbund og International Sailing Federation (under navnet Danish Sailing Association – DSA).

## Organisation
Danmark er delt op i 13 såkaldte Kredse under Dansk Sejlunion. Alle ca. 278 sejlklubber under Dansk Sejlunion hører ind under en af disse kredse, der tilsammen har ca. 60.000 medlemmer. 
Kredsene er:
- Nordøstjysk Kreds
- Limfjordskredsen
- Østjyllandkredsen
- Lillebæltkredsen
- Lillebælt Sydkreds
- Fynskredsen
- Isefjordkredsen
- Sundkredsen
- Svanemøllekredsen
- Østersøkredsen
- Køge Bugt Kredsen
- Sydstævnekredsen
- Kongelig Dansk Yachtklub (KDY)

I disse kredse samarbejdes der på tværs af klubberne med arrangering og koordinering af stævner, kapsejladser og andre arrangementer.